# Unter Freunden (2015)
Unter Freunden (Originaltitel: Entre amis) ist eine französische Filmkomödie aus dem Jahr 2015 mit Daniel Auteuil, Gérard Jugnot, François Berléand und Zabou Breitman. Der unter der Regie von Olivier Baroux entstandene Film feierte am 20. März 2015 in Lyon Premiere.

## Handlung
Richard, Gilles und Philippe sind seit über 40 Jahren befreundet. Wie üblich fahren sie gemeinsam mit ihren Frauen in den Sommerurlaub, wobei sie diesmal eine Yacht chartern, um nach Korsika zu segeln. Das Zusammenleben auf dem Boot erweist sich jedoch als wenig harmonisch, da die Clique vor allem durch Richards neue, deutlich jüngere Freundin Daphnée durcheinandergewirbelt wird. Ein plötzlich aufziehender Sturm macht die Stimmung endgültig zunichte.

## Kritiken
Unter Freunden wurde unterschiedlich besprochen. Gerhard Midding von epd Film fand, dass das Drehbuch vorhersehbar sei, „jeder Wutausbruch ist nur das Vorspiel einer Versöhnung“. Die Darsteller „spielen entsprechend routiniert und gestenreich. Jugnot hat zwei hübsche Dialogpointen, aber zu viele altbackene Gags gehen auf Kosten urwüchsiger Korsen und gefühlskalter Geschäftsfrauen.“
„Der turbulente Film ist durchaus unterhaltsam, jedoch fehlt dem Drehbuch ein wenig die klare Linie“, so David Steinitz auf programmkino.de. „[A]nstelle von echten Konflikten mit komischem Potenzial gibt es jede Menge Chaos, Clownerien und einen veritablen Zickenkrieg. Das ist hübsch anzusehen und teilweise wirklich lustig, doch erst spät wird deutlich, was der Film eigentlich erzählen will.“